# Lunery
Lunery ist eine französische Gemeinde mit 1.522 Einwohnern (Stand: 1. Januar 2022) im Département Cher in der Region Centre-Val de Loire. Sie gehört zum Arrondissement Bourges und zum Kanton Chârost. Die Bewohner werden Lunérois und Lunéroises genannt.

## Geographie
Lunery liegt etwa 19 Kilometer südsüdwestlich von Bourges am Cher. Umgeben wird Lunery von den Nachbargemeinden Saint-Florent-sur-Cher im Norden, Saint-Caprais im Osten und Nordosten, Lapan im Süden und Osten, Primelles im Westen und Südwesten sowie Civray im Westen und Nordwesten. 

## Bevölkerungsentwicklung
| Jahr                       | 1962 | 1968 | 1975 | 1982 | 1990 | 1999 | 2006 | 2018 |
| Einwohner                  | 2392 | 2329 | 2440 | 2021 | 1665 | 1536 | 1487 | 1576 |
| Quellen: Cassini und INSEE |      |      |      |      |      |      |      |      |

## Verkehr
Lunery hat einen Bahnhof an der Bahnstrecke Bourges–Miécaze.

## Sehenswürdigkeiten
- Kirche Saint-Privé, ursprünglich aus dem 11. Jahrhundert, heutiger Bau im Wesentlichen aus dem 13. Jahrhundert
- Kirche Saint-Albert aus dem 19. Jahrhundert
- Schloss Champroy
- Herrenhaus La Vergne aus dem 15. Jahrhundert
- Ruine einer Wassermühle aus dem 15. Jahrhundert

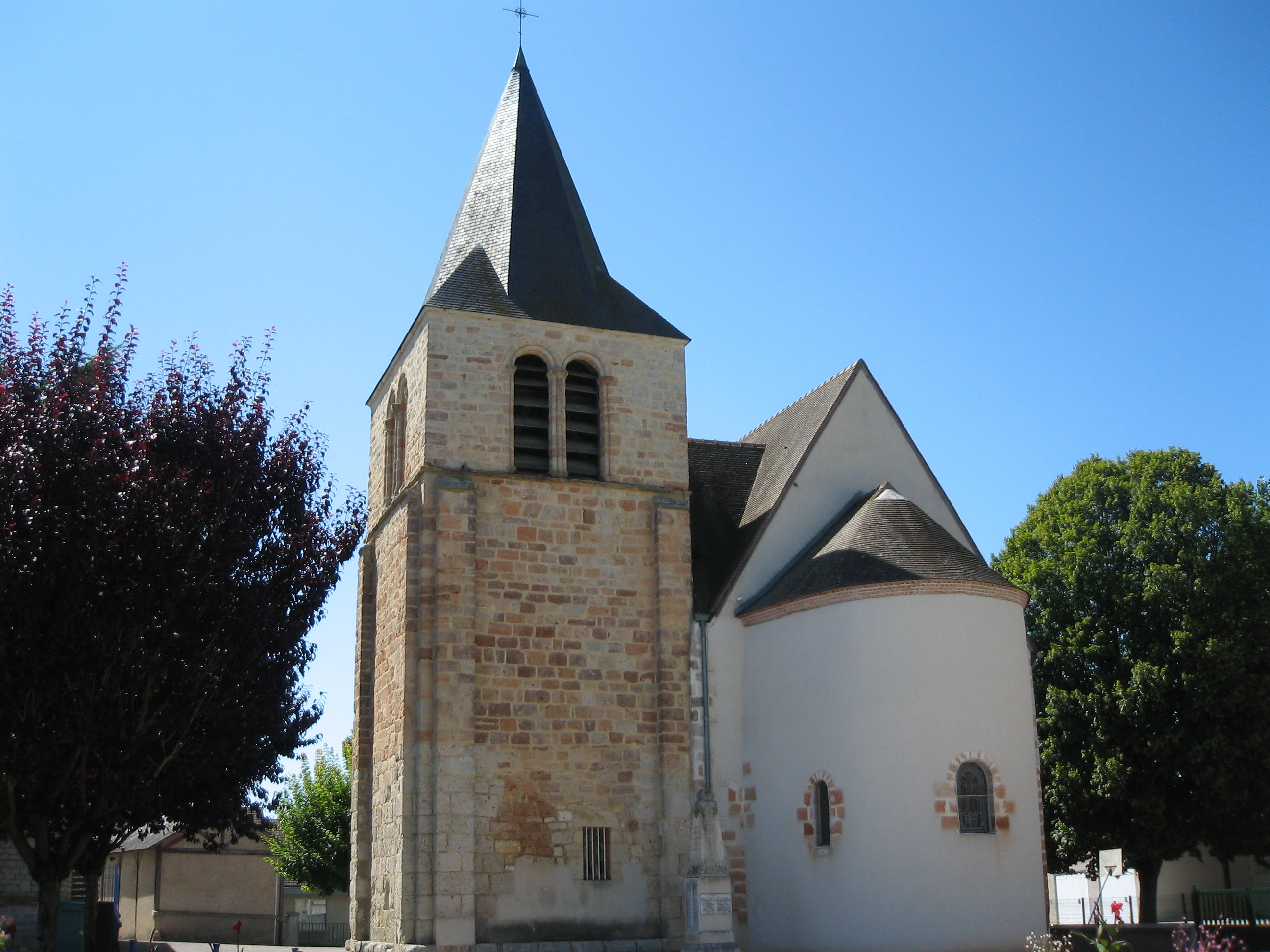
Kirche Saint-Privé
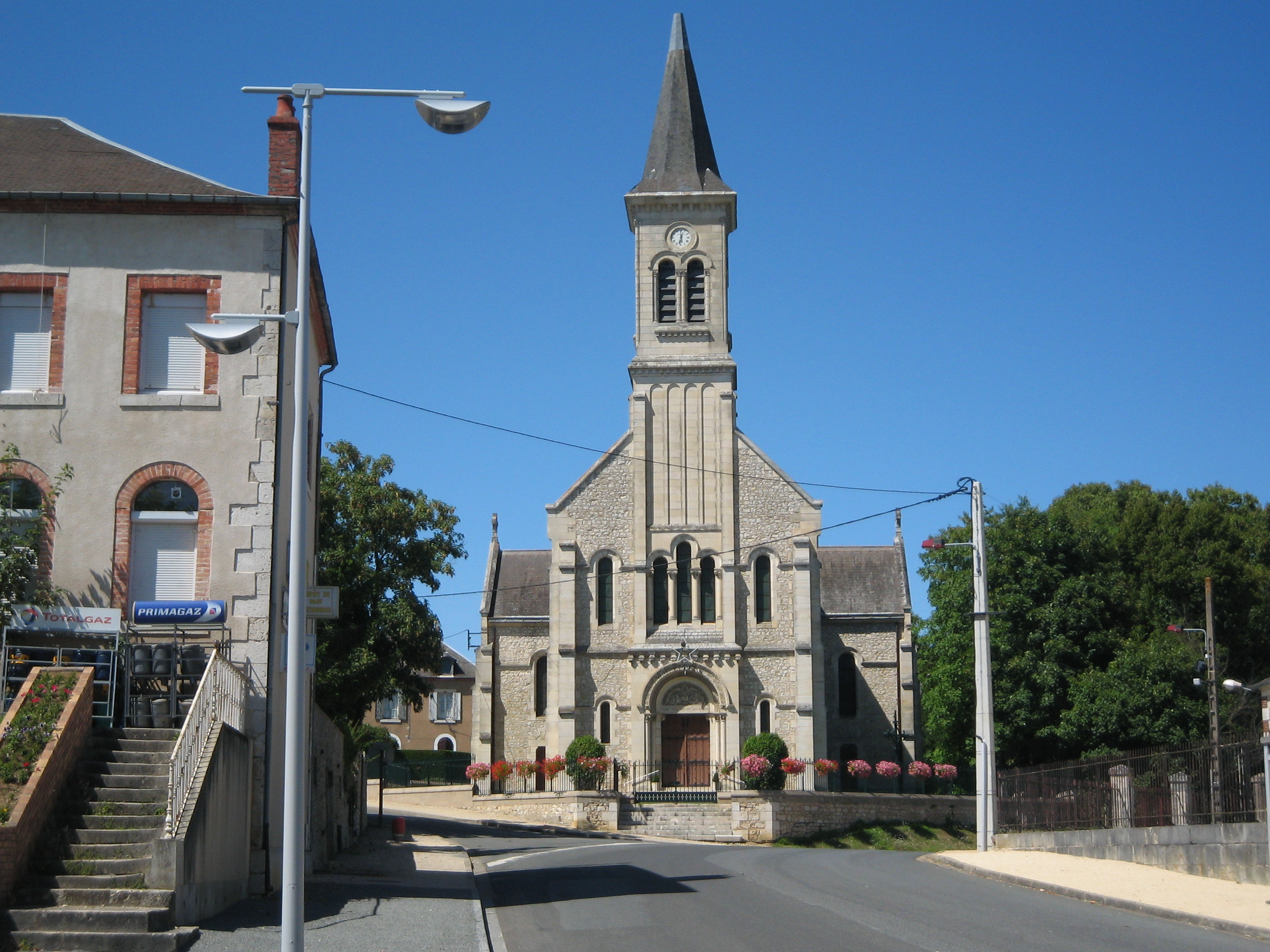
Kirche Saint-Albert
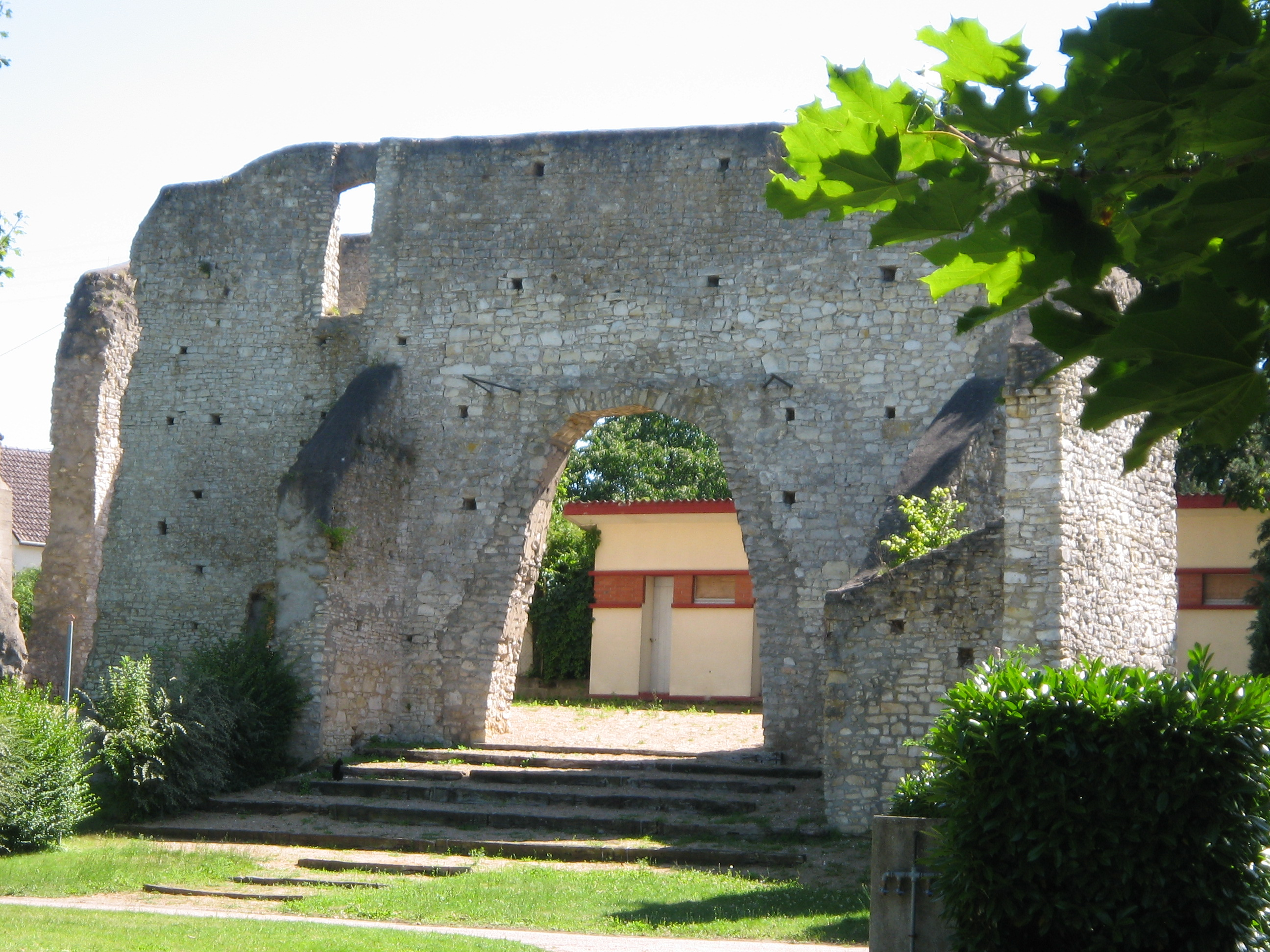
Ruine der Wassermühle in Rosières

## Persönlichkeiten
- Georges Valbon (1924–2009), Politiker (PCF), geboren in Lunery
- Philippe Mahut (1956–2014), Fußballspieler, geboren in Lunery